# Västernäs, Karlskrona kommun
Västernäs är en bebyggelse på Senoren i Ramdala socken i Karlskrona kommun. Från 2023 avgränsar SCB här en småort.